# دومينيك ماجواير
دومينيك ماجواير (بالإنجليزية: Dominic McGuire)‏ مواليد 20 أكتوبر 1985 في سان دييغو، هو لاعب كرة سلة أمريكي بدأ مسيرته الاحترافية في سنة 2007 حيث تم اختياره من قبل فريق واشنطن ويزاردز خلال الدرافت،. يبلغ طوله 6 قدم 9 بوصة (2.1 م).

## فرق لعب لها
- واشنطن ويزاردز
- سكرامنتو كينغز
- شارلوت هورنتس
- غولدن ستايت ووريورز
- تورونتو رابتورز
- نيو أورلينز بيليكانز
- إنديانا بايسرز

## إحصائيات المسيرة

### الموسم الاعتيادي
| السنة   | الفريق               | لعب | بدأ | دقيقة | ميداني% | ثلاثية | حرة  | ارتداد | صنع | استلاب | تصدي | نقطة |
| ------- | -------------------- | --- | --- | ----- | ------- | ------ | ---- | ------ | --- | ------ | ---- | ---- |
| 2007–08 | واشنطن ويزاردز       | 70  | 1   | 9.9   | .379    | .167   | .438 | 2.0    | .6  | .3     | .4   | 1.3  |
| 2008–09 | واشنطن ويزاردز       | 79  | 57  | 26.2  | .432    | .500   | .725 | 5.4    | 2.5 | .8     | .9   | 4.5  |
| 2009–10 | واشنطن ويزاردز       | 41  | 0   | 5.9   | .375    | .000   | .000 | 1.5    | .2  | .1     | .1   | .7   |
| 2009–10 | سكرامنتو كينغز       | 10  | 2   | 6.7   | .333    | .000   | .000 | 1.8    | .3  | .1     | .1   | .8   |
| 2010–11 | شارلوت هورنتس        | 52  | 8   | 14.6  | .396    | .000   | .769 | 3.8    | .8  | .2     | .6   | 3.3  |
| 2011–12 | غولدن ستايت ووريورز  | 64  | 6   | 17.6  | .448    | .000   | .736 | 3.8    | 1.7 | .7     | .6   | 3.5  |
| 2012–13 | تورونتو رابتورز      | 15  | 9   | 15.3  | .469    | .000   | .333 | 3.2    | .7  | .3     | .5   | 2.1  |
| 2012–13 | نيو أورلينز بيليكانز | 9   | 0   | 16.1  | .429    | .000   | .500 | 3.1    | 1.0 | .9     | .3   | 2.1  |
| 2012–13 | إنديانا بايسرز       | 2   | 1   | 6.0   | .000    | .000   | .000 | 1.0    | .5  | .0     | .0   | .0   |
| المسيرة |                      | 342 | 84  | 15.6  | .419    | .188   | .658 | 3.4    | 1.2 | .5     | .5   | 2.7  |

### التصفيات
| السنة   | الفريق         | لعب | بدأ | دقيقة | ميداني% | ثلاثية | حرة  | ارتداد | صنع | استلاب | تصدي | نقطة |
| ------- | -------------- | --- | --- | ----- | ------- | ------ | ---- | ------ | --- | ------ | ---- | ---- |
| 2008    | واشنطن ويزاردز | 3   | 0   | 5.0   | .000    | .000   | .500 | 1.0    | .3  | .3     | .3   | .3   |
| المسيرة |                | 3   | 0   | 5.0   | .000    | .000   | .500 | 1.0    | .3  | .3     | .3   | .3   |

## روابط خارجية
- دومينيك ماجواير على موقع إن بي أي (الإنجليزية)
- دومينيك ماجواير على موقع سبورتس رفرنس (الإنجليزية)
- دومينيك ماجواير على موقع كرة السلة الأوروبية.كوم (الإنجليزية)
- دومينيك ماجواير على موقع كلية كرة السلة في سبورتس رفرنس.كوم (الإنجليزية)
- دومينيك ماجواير على موقع ريلجم (الإنجليزية)
- دومينيك ماجواير على موقع بروبوليرز (الإنجليزية)
- دومينيك ماجواير على موقع سبورتس رفرنس (الإنجليزية)
- دومينيك ماجواير على موقع سبورتس رفرنس (الإنجليزية)